# Bertgenhütte
Die Bertgenhütte ist eine kleine Selbstversorgerhütte der Sektion Maria Alm des Österreichischen Touristenklubs auf 1846 m ü. A. Höhe im Schneekar am Fuß des Hochseilers im Gebiet des Hochkönig. Sie ist stets offen und für jeden Bergsteiger zugänglich, wird allerdings nicht beaufsichtigt. In unmittelbarer Nähe der Hütte gibt es eine Wasserstelle, ansonsten müssen Proviant und Getränke selbst mitgebracht werden. Die Bertgenhütte ist grundsätzlich nicht für Gruppen geeignet, da nur 12 Schlafplätze zur Verfügung stehen. Weitere Informationen erteilt der Hüttenwart Josef Kysela aus Maria Alm.

## Geschichte
Die erste Hütte im Schneekar diente lediglich als provisorische Unterkunft für die Erbauer des Steiges von Hinterthal auf den Hochkönig. Ausgangspunkt für den enorm langen Marsch war damals noch Saalfelden, da es noch keine Straße bis Hinterthal gab. 1895 wurde die Hütte von einer Lawine zerstört. Ihr Standort war rund 100 Höhenmeter oberhalb der heutigen Bertgenhütte.
Noch im selben Jahr begann die Sektion Maria Alm des Touristenklubs mit dem Wiederaufbau, allerdings dort, wo sie heute steht. Von 1920 bis 1935 fanden sich sogar Pächter für die Bertgenhütte, deren Haupteinnahme in Bergführungen auf den Hochkönig bestand. 1995 wollte der Touristenklub die Bertgenhütte sanieren, doch an eine Reparatur des maroden Fundaments war nicht zu denken, so kam es zur Neuerrichtung der Hütte. Sie wurde mit dem Hubschrauber zum Standort geflogen und dort aufgebaut und montiert. Es gibt immer wieder Probleme mit Lawinen und Steinschlag, doch es ist die einzige Stelle am Weg mit Wasser, sodass der Standort zwangsläufig beibehalten wurde.

## Zugänge
- Von Hinterthal über den Hüttenweg, mittel, Gehzeit: 2,5 Stunden

## Übergänge
- Erichhütte (1545 m ü. A.) über Poschalm, leichter Höhenweg, Gehzeit: 3 Stunden
- Franz-Eduard-Matras-Haus (2941 m ü. A.) über die Teufelslöcher und die Übergossene Alm, Schwierigkeitsgrad II nach UIAA, teilweise gesichert, Gehzeit: 4 Stunden

## Gipfelbesteigungen
- Hochseiler (2795 m) über Teufelslöcher, Schwierigkeitsgrad II nach UIAA, teilweise gesichert, Gehzeit: 3 Stunden
- Hochkönig (2941 m) über Teufelslöcher und Übergossene Alm, Schwierigkeitsgrad II nach UIAA, teilweise gesichert, Gehzeit: 4 Stunden.